# Pacientul englez
Pacientul englez este un roman scris de autorului Michael Ondaatje apărut în anul 1992. 
Romanul prezintă povestea unei asistente pe nume Hana, care spre sfârșitul războiului, spre finalul anului 1945 se retrage în Toscana. Ea ajunge acolo însoțită de un bolnav amnezic și desfigurat, ca urmare a unui accident de avion. Noii ajunși îl întâlnesc pe Caravaggio, un om care îl cunoaște îndeaproape pe pacient. Acesta reușește să-l facă pe pacient să-și rememoreze trecutul și mai ales povestea de iubire, imposibilă, de altfel, care i-a trasat un destin teribil.
Romanul a primit premiul Booker Prize și Governor General's Award.
Regizorul Anthony Minghella a ecranizat romanul în 1996, reușind să cucerească în 1997 cu filmul Pacientul englez 40 de premii, între care 9 premii Oscar, 2 premii Globul de Aur și 6 premii BAFTA. 